# Zut (isola)
Zut, Sutto, Zunchio o Zucchio (in croato Žut, che significa "giallo")  è un'isola della Croazia, la seconda per estensione delle isole Incoronate, situata di fronte alla costa dalmata settentrionale, ad ovest di Sebenico. Amministrativamente appartiene al comune di Morter-Incoronate nella regione di Sebenico e Tenin. Fa parte dell'arcipelago delle isole Incoronate ma non del parco nazionale omonimo. Non è abitata stabilmente.

## Geografia
L'isola che si trova tra Pasman e l'Incoronata, è divisa da quest'ultima dal canale di Zut (Žutski kanal), a nord-est il canale di Sit (Sitski kanal) la divide dall'isola omonima.
Zut ha una superficie di 14,83 km², uno sviluppo costiero di 44,058 km, e l'elevazione massima di 173,9 m s.l.m., è quella del monte Zurchio o Zunchio (Grba o Gubavac).
L'isola è ricoperta per la maggior parte da macchia mediterranea, le coste sono molto ripide e frastagliate con numerose insenature: valle Asino (uvala Pinizel), all'estremità nord-ovest; valle Bisicovizza o Bisicovazza (uvala Bizikovica), a nord; la grande insenatura di porto Zut (luka Žut) a nord-est, compresa tra punta Rasagna (rt Ražanj) e punta Stronza o Strunca (rt Strunac), con le insenature interne Golumbovaz, Oseggia (Žečnja), valle Stronza o Strunca (uvala Strunac); la valle Igliaccia o Higliacca (uvala Hiljača) a est; mentre altre baie meno profonde si aprono sul lato sud-occidentale. Nell'insenatura di porto Zut c'è una marina dell'ACI (Adriatic Croatia International Club).

### Isole adiacenti
- Cavoler[4] o Bruscognach[10] (Brskvenjak), isolotto a nord-ovest della baia Asino. Ha una superficie di 0,052 km²[1], uno sviluppo costiero di 0,91 km[1] e l'altezza di 32 m[2] 43°53′25″N 15°14′49″E

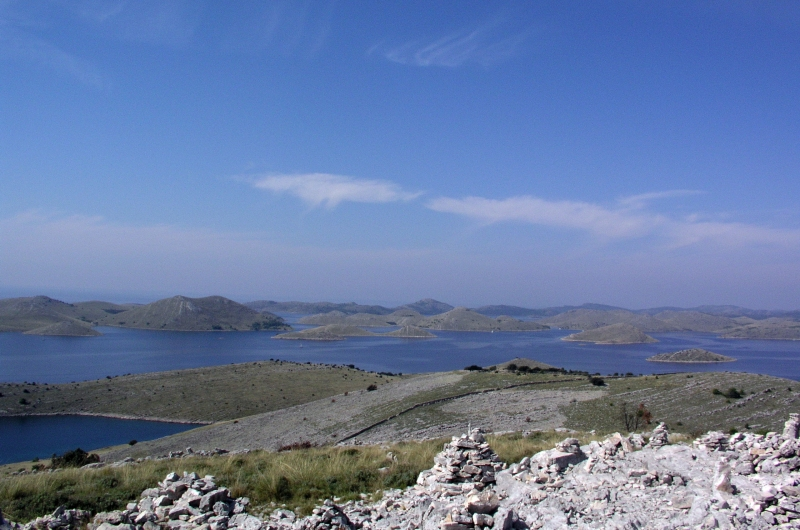
Zut

- Asino[17], Tovar[5] o Tovaziak[10] (Pinizelić), isolotto di forma allungata situato nella baia Asino, a nord-ovest, di fronte alla località di Burtina. Ha una superficie di 0,052 km²[1], uno sviluppo costiero di 1,04 km[1] e l'altezza di 8 m[2] 43°53′23″N 15°15′26″E
- Glavoch, isolotto a nord-ovest di Zut.
- Tre isolotti situati a nord dell'estremità settentrionale di Zut:
  - scogli Scala (Skala Velika e Skala Mala).
  - Roncich[18], Socici[4], Koncich[10][19] o Loncich[5] (Rončić), scoglio a 1,5 km circa[2], con un'area di 0,016 km²[1], uno sviluppo costiero di 0,52 km[1] e l'altezza di 6 m[2] 43°54′23″N 15°16′26″E.
- Tre scogli a nord di porto Zut, nel canale di Sit: 
  - Rauna Secca[20], Rauna Sicca[5] o Rasnizica[10][21] (Ravna Sika), ha una superficie di 0,01 km²[1], uno sviluppo costiero di 0,4 km[1] e l'altezza di 5,9 m[2]; è situata Tra Zut e Sit 43°54′22″N 15°17′38″E.
  - scoglio Baba[22], Babba[5] o Babla[10][21] (hrid Baba), piccolo e rotondo, ha un'area di 2818 m²[23]; si trova 2,4 km a nord di punta Rasagna 43°54′04″N 15°18′08″E.
  - scoglio Did[5][10][21][24] (hrid Did), situato circa 1,3 km[2] a nord-nord-est di punta Rasagna; ha un'area di 4414 m²[23], uno sviluppo costiero di 244 m[23] ed è alto 6,9 m[2] 43°53′44″N 15°18′20″E.
- Magnago[4][25] o Misgnak[5] (Maslinjak), piccolo isolotto dalla forma allungata con una superficie di 0,021 km²[1], uno sviluppo costiero di 0,66 km[1], alto 16 m[2]; situato all'ingresso di Porto Zut, 360 m[2] ad ovest di punta Strunca 43°53′12″N 15°18′33″E.
- Diccovizza[5][26] o Beccarizza[10][21] (Bikarijica), scoglio rotondo con una superficie di 0,025 km²[1], uno sviluppo costiero di 0,58 km[1] e l'altezza di 15 m[2] 43°53′20″N 15°21′06″E.
- Taverna (Tovarnjak), a nord della valle Igliaccia.
- Gustaz (Gustac), isolotto situato nella valle Igliaccia.
- Scogli Bisaccia (Bisaga Vela e Bisaga Mala), a sud-est di Gustaz.
- Scogli Baboja[10][21] o Babugliaz[5]: 
  - Babuglia Grande[27] (Babuljaš Veli), situato circa 1,3 km[2] a est-nord-est di Gustaz; ha un'area di 9608 m²[23], uno sviluppo costiero di 387 m[23] ed è alto 16,6 m[2] 43°52′29″N 15°21′10″E
  - Babuglia Piccola[27] (Babuljaš Mali), circa 280 m[2] a nord-ovest del precedente; ha un'area di 3488 m²[23], uno sviluppo costiero di 231 m[23] ed è alto 8 m[2] 43°52′39″N 15°20′59″E.

- Pettini dei Sorci[24] (greben Miši), scogli a fior d'acqua 700 m[2] a nord-est di Babuglia Grande 43°52′43″N 15°21′27″E.
- Ravnasika[10][21] o Secca[5] (Lukarica o Ravna Sika), piccolo scoglio 900 m[2] a est di Bisaccia Grande e 580 m a sud di Babuglia Grande; ha un'area di 5531 m²[23], uno sviluppo costiero di 292 m[23] ed è alto 7 m[2] 43°52′07″N 15°21′10″E.
- Scoglio Galioletta[24], Galiola superiore[5] o Galiolize[10][21] (hrid Galijolica), situato a est degli scogli Babuglia (a circa 1,3 km[2] di distanza); ha un'area di 519 m²[23]. Sullo scoglio c'è un piccolo faro[28] 43°52′37″N 15°22′12″E.
- Scoglio Sangella[29] o Galiola[5] (hrid Sandela), piccolo scoglio 700 m circa[2] a sud-sud-est di Ravnasika; ha un'area di 1479 m²[23] e l'altezza di 3 m[2] 43°51′46″N 15°21′27″E.
- Scogli Dinazich[21] (hridi Dinarići), 2 piccoli scogli 1,3 km[2] circa a nord di Abba di Zut:
  - Dinazich Grande[30] (Dinarić Veli), ha un'area di 4171 m²[23] e un'altezza di 8 m[2]43°50′33″N 15°22′15″E. In direzione est a 470 m[2] si trova uno scoglio a fior d'acqua (greben Dinarić) 43°50′32″N 15°22′38″E.
  - Dinazich Piccolo[30] (Dinarić Mali), ha un'area di 1508 m²[23] e un'altezza di 2 m[2]; si trova 110 m a nord-ovest del precedente 43°50′37″N 15°22′09″E.
- Abba di Zut (Žutska Aba), a est della punta meridionale di Zut.
- Bliniza[10][21], Bietole[4] o Blitviza[31] (Blitvica o Dinarić), piccolo isolotto circa 690 m a est di Abba di Zut, ha una forma allungata, un'area di 8227 m²[23], la costa lunga 404 m[23] e l'altezza di 12 m 43°49′43″N 15°22′50″E.
- Kamenis[10][32] o Vodignach[31] (Kamenar), isolotto a sud-est dell'estrema punta sud-orientale di Zut (rt. Lopatica); ha una superficie di 0,034 km²[1], lo sviluppo costiero di 0,8 km[1], e l'altezza massima di 26 m[2] 43°49′04″N 15°22′30″E.

Isolotti e scogli nel canale di Zut:
- Dagna Grande (Velika Dajna) e scogli adiacenti, a sud-est.
- Sversciata Grande (Svršata Velika).
- Sversciata Piccola[33] (Svršata Mala), a est di Sversciata Grande, a 400 m; piccolo scoglio che ha una superficie di 0,015 km²[1], uno sviluppo costiero di 0,47 km[1] e l'altezza massima di 17,5 m[2] 43°51′30″N 15°17′10″E.

## Amministrazione e storia
Le Isole Incoronate appartengono alla Diocesi di Zara, mentre Murter alla Diocesi di Sebenico. Durante l'occupazione Italiana le Isole erano appartenenti al Comune di Sale e alla Provincia di Zara che comprendeva anche Sebenico. Dal 1947 il Comune di Murter-Incoronate è diviso su due diocesi.

### Cartografia
- (HR) Mappa topografica della Croazia 1:25000, su preglednik.arkod.hr. URL consultato il 5 aprile 2017.
- G. Giani, Carta prospettiva delle Comuni censuarie della Dalmazia, fogli 2 e 5, 1839. Fondo Miscellanea cartografica catastale, Archivio di Stato di Trieste.
- Carta di cabottaggio del mare Adriatico, foglio VII, Milano, Istituto geografico militare, 1822-1824. URL consultato il 17 febbraio 2017 (archiviato dall'url originale il 13 aprile 2013).